# Нидерндоделебен
Нидерндоделебен (нем. Niederndodeleben) — община в Германии, в земле Саксония-Анхальт. 
Входит в состав района Оре. Подчиняется управлению Хоэ Бёрде. Население составляет 4204 человека (на 31 декабря 2006 года). Занимает площадь 28,11 км².